# Carola Höhn (Sängerin)
Carola Höhn (* 1961 in Erfurt) ist eine deutsche Sängerin in der Stimmlage Sopran.

## Leben und Wirken
Die in ihrer Geburtsstadt aufgewachsene Künstlerin studierte an der Hochschule für Musik Franz Liszt in Weimar. Noch während ihrer Ausbildung wurde sie an das Landestheater von Eisenach und von Altenburg engagiert. Im Alter von 26 Jahren erhielt sie ein festes Engagement an der Staatsoper Unter den Linden in Berlin. Dort sang sie die großen Rollenpartien ihres Faches, wie die Pamina, Susanna, Marzelline, Agathe, Antonia etc. Carola Höhn sang an den Opernbühnen von Berlin, München, Hamburg, Karlsruhe, Dresden, Mailand u. a. m.
Gastspielreisen führten die Sopranistin auch ins Ausland u. a. nach Österreich, Italien, Holland, Frankreich, Japan, Spanien und in die USA. Sie arbeitete mit den großen Dirigenten der Zeit zusammen, mit: Daniel Barenboim, Sebastian Weigle, James Conlon, Kent Nagano, Hartmut Haenchen, Lothar Zagrosek, Michael Gielen, Marcus Bosch, um nur einige der vielen zu nennen.
Neben ihrer Bühnenpräsenz ist Carola Höhn noch als Lied- und Konzertsängerin tätig. Zu ihrem Repertoire gehören Werke von Richard Wagner, Richard Strauss, Robert Schumann, Antonín Dvořák, Gustav Mahler, Sergej Prokofjew, Richard Danielpour sowie Camille Saint-Saëns.
Seit 2004 hat sie einen Lehrauftrag für Gesang an der Hochschule für Musik und Theater Rostock.
Im Sommersemester 2016 wurde sie als Professorin an die UdK Berlin berufen.

## Rollenrepertoire (Auswahl)
- Eva – Die Meistersinger von Nürnberg (Richard Wagner)
- Grete – Der ferne Klang (Franz Schreker)
- Agathe – Der Freischütz (Carl Maria von Weber)
- Freia – Das Rheingold (Richard Wagner)
- Gräfin – Capriccio (Richard Strauss)
- Marie – Zar und Zimmermann (Albert Lortzing)
- Pamina – Die Zauberflöte (Wolfgang Amadeus Mozart)
- Hanna Glawari – Die lustige Witwe (Franz Lehár)
- Lisa – Das Land des Lächelns (Franz Lehár)
- Annina – Eine Nacht in Venedig (Johann Strauss)
- Arabella – Arabella (Richard Strauss)
- Albertine – Die Brautwahl (Ferruccio Busoni)
- Donna Elvira – Don Giovanni (Wolfgang Amadeus Mozart)
- Fiordiligi – Così fan tutte (Wolfgang Amadeus Mozart)
- Julia – Der Vetter aus Dingsda  (Eduard Künneke)
- Raymond – Maske in Blau (Fred Raymond)
- Euryanthe – Euryanthe (Carl Maria von Weber)

## Diskographie
- Flammen (Erwin Schulhoff), Label: Decca (1995)
- Die Brautwahl (Ferruccio Busoni), Label: Teldec 1999
- Eröffnungskonzert Gustav Mahler: Sinfonie Nr. 2 c-Moll Auferstehung (Theater Aachen), 2005

## Auszeichnungen
- 1986 Sängerin des Jahres für ihre Darstellung der Sophie Scholl in der Eisenacher Aufführung von Weiße Rose von Udo Zimmermann